# Phyllodromica brullei
Phyllodromica brullei är en kackerlacksart som först beskrevs av Karlis Princis 1963.  Phyllodromica brullei ingår i släktet Phyllodromica och familjen småkackerlackor. Inga underarter finns listade i Catalogue of Life.